# Hjertegræs (art)
Hjertegræs (Briza media) er en græsart med en tæt, tueformet vækst. Den er populær i buketter og som bedstaude på grund af de næsten hjerteformede aks.

## Kendetegn
Hjertegræs er en flerårig, urteagtig græsart med en tæt, tueformet vækst. Bladene er flade eller smalt sammenrullede, blågrønne og ru. De blomstrende strå er oprette eller – ved tuens kant – nedliggende. Blomsterne er samlet i små, tætte og flade aks, som er næsten hjerteformede. Disse småaks sidder hængende i en løs top. De enkelte frugter er små, ægformede nødder, der er tæt omsluttet af avnerne. Frøene spirer villigt.
Rodnettet danner en tæt klump af fine trævlerødder. Skudsystemerne kan efterhånden vokse noget op over jorden.
Planten når en størrelse på 30-45 cm i højden og omtrent det samme i bredden. De blomstrende strå er dog op til 50 cm lange.

## Udbredelse
Hjertegræs er naturligt forekommende på Cypern og i Lilleasien, Kaukasus, Rusland, på det indiske subkontinent og i Europa. I Danmark er den temmelig almindelig i hele landet, men mest på kalkrig jord. Arten er knyttet til lysåbne voksesteder med en tør, næringsfattig og kalkrig jord, hvor den er én af de karakteristiske arter i klasserne Festuco-Brometea og Molinio-Arrhenatheretea. I skovbryn på halvøen Istrien, Kroatien, vokser arten sammen med bl.a. horndrager, bakkemysike, bakkesoløje, bjergkløver, blågrøn star, cypresvortemælk, dansk kambunke, Dianthus sanguineus (er art af nellike), dunet vejbred, engsalvie, fligbladet brunelle, gul hestesko, hør (flere arter), knoldranunkel, knoldet mjødurt, knopurt (flere arter), Onobrychis arenaria (en art af esparsette), opret hejre, skorzoner (flere arter), skovhullæbe og Teucrium montanum (en art af kortlæbe)

## Anvendelse
Hjertegræs kan bruges i stenbed, taghave, gårdhave, blomstereng eller i krukker og kummer.